# Afroheriades hyalinus
Afroheriades hyalinus is een vliesvleugelig insect uit de familie Megachilidae. De wetenschappelijke naam van de soort is voor het eerst geldig gepubliceerd in 2011 door Griswol & Gonzalez.
De soort is alleen bekend uit Zuid-Afrika.